# Harriet Löwenhjelm
Harriet Augusta Dorotea Löwenhjelm (Helsingborg, 18 febbraio 1887 – Tranås, 24 maggio 1918) è stata una poetessa e pittrice svedese.

## Biografia

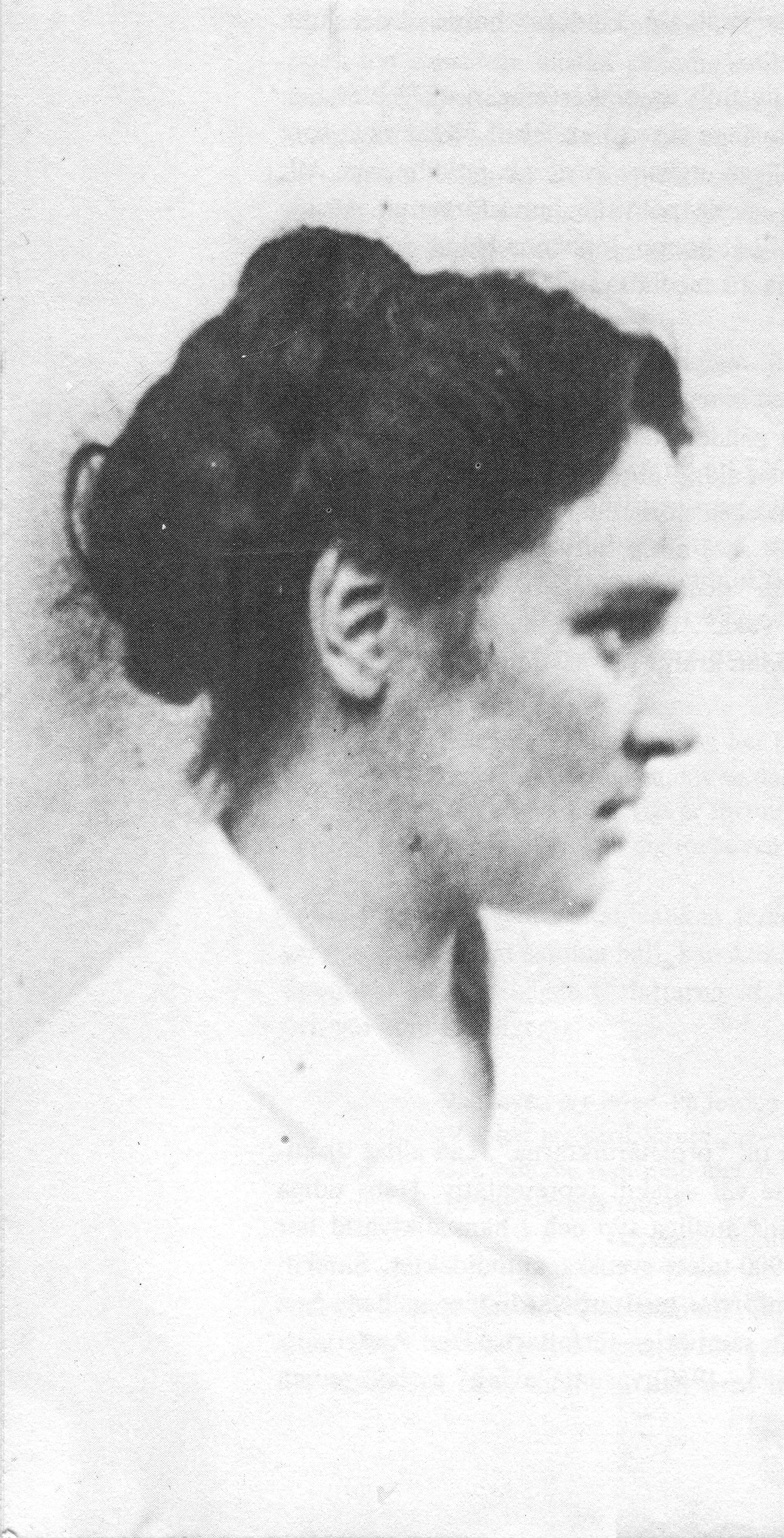
Harriet Löwenhjelm

### Nascita, studi, arte, malattia
Harriet Löwenhjelm nacque a Helsingborg nel sud della Svezia, figlia del colonnello Gustaf Adolf Löwenhjelm e di Maggie Dickson, di origine scozzese, emigrata a Göteborg, entrambi profondamente religiosi.
La carriera scolastici di Harriet Löwenhjelm incluse gli studi artistici alla Konstakademien (Accademia Reale di belle arti), interrotti per frequentare la scuola privata di pittura di Carl Wilhelmson.
Quando Harriet Löwenhjelm scoprì le arti grafiche, nel gennaio del 1913 si trasferì dapprima al Grafiska skola di Axel Tallberg e poi all'Högre lärarinneseminariet di Anna Sandström, una scuola di pedagogia.
Successivamente gli studi di Harriet Löwenhjelm furono ancora una volta sospesi, questa volta a causa di una malattia, la tubercolosi, per la quale fu ricoverata dapprima al sanatorio di Löt vicino a Strängnäs nel gennaio 1914, e poi in altri sanatori in Danimarca e in Norvegia.
Durante la malattia, Harriet Löwenhjelm risultò attiva artisticamente, imparando a Stoccolma, nel Natale del 1915, a tagliare il legno e a realizzare incisioni su legno da Harriet Sundström, uno dei promotori dell'associazione di xilografia originale.
Negli ultimi anni di vita, Harriet Löwenhjelm dipinse "opere moderne", di cui solo qualche esempio è sopravvissuto, come il suo ritratto di sua cugina Marianne Mörner.
Harriet Löwenhjelm morì al sanatorio Romanäs di Tranås, il 24 maggio all'età di 31 anni.
Una mostra delle opere di Harriet Löwenhjelm fu tenuta in suo onore nel 1929 alla Galerie Moderne di Stoccolma, che comprendeva alcuni dei suoi disegni, e nel 1963 al Museo nazionale di Stoccolma si tenne una mostra retrospettiva.

### Letteratura, stile, pensiero poetico

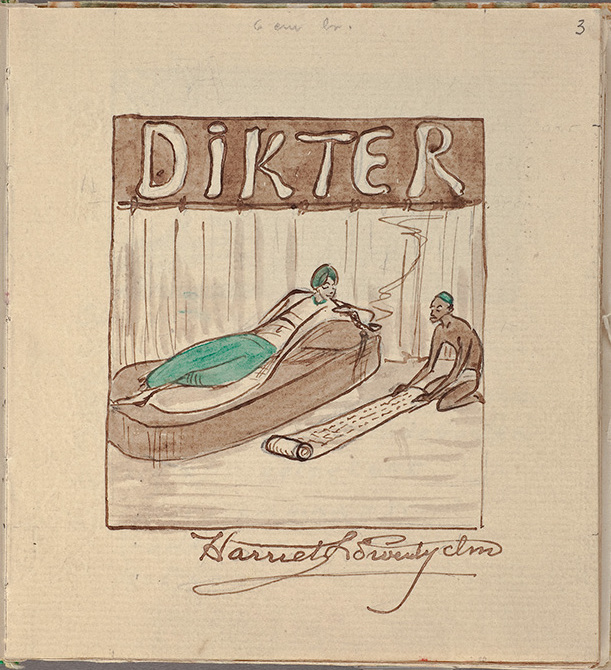
Dikter, 1915

Per quanto riguarda la poesia, Harriet Löwenhjelm pubblicò una sola raccolta durante la sua vita, intitolata Konsten att Älska och Dess Följder Hofsamt utlagdt i Bild och Text af Harriet Löwenhjelm (1913).
Una delle fonti d'ispirazione per la sua produzione creativa, risultarono i viaggi che Harriet Löwenhjelm effettuò nell'inverno del 1904-1905, assieme a suo padre nello Sri Lanka per visitare sua sorella Amelie. Durante il viaggio visitarono i musei e le bellezze turistiche a Copenaghen, Norimberga, Monaco di Baviera, Zurigo, Lucerna, Milano e Genova.
Inoltre nell'estate del 1913, Harriet Löwenhjelm andò a Parigi, dove ammirò numerose opere artistiche e soprattutto l'arte di Antoine Watteau al Museo del Louvre.
Dopo Konsten att älska, Harriet Löwenhjelm compose una nuova raccolta di poesie, il cosiddetto Sonnetboken, comprendente liriche che aveva scritto tra il 1914 e il 1916, illustrate con delle xilografie. Nel 1917 Harriet Löwenhjelm raccolse le sue poesie illustrate in un quaderno che venne chiamato Manuskriptboken.
Definita «intimista e cosmopolita ad un tempo», le sue poesie si caratterizzarono per l'amore del linguaggio, da quello religioso a quello culinario, per quello delle lingue, con l'utilizzo di parole italiane, francesi, tedesche, inglesi, per l'uso di termini arcaici svedesi, per il contrasto fra umorismo, ingenuità, amore per la vita e per la natura, e malinconia, ansia, colpa, peccato e morte, per la satira contro i 'farisei' contemporanei, per la descrizione della solitudine dell'Uomo, così distante dalla forza del Mito, per la presenza di riferimenti e approfondimenti religiosi luterani influenzati da Søren Kierkegaard, per la presenza accanto a puri componimenti giocosi, di altri ben più seri e impegnativi aventi la forza d'una confessione religiosa e la lotta di un essere consapevole della prossima fine eppure benedicente alla vita.
Il volume Dikter med dem tillhörande teckningar valda ur Harriet Löwenhjelms efterlämnade papper, pubblicato la prima volta nel 1919 con 29 poesie, nella sua ultima edizione del 1941 ne comprendeva 123. Un altro libro di inediti intitolato Harriet Löwenhjelms Bönbok fu stampato nel 1963. L'opera omnia di Harriet Löwenhjelm fu inclusa in Samlade dikter del 2011.

## Opere principali
- Konsten att älska och dess följder, Stoccolma, Norstedt, 1913;
- Dikter med dem tillhörande teckningar, valda ur Harriet Löwenhjelms efterlämnade papper, Råsunda, 1919;
- Dikter, Stoccolma, Norstedt, 1927;
- Dikter, Stoccolma, Norstedt, 1941,La quinta edizione pubblicata nel 1941 fu ampliata con un quinto in forma di poesia inedita, oltre a alcuni disegni;
- Brev och dikter, Stoccolma, Norstedt, 1952, con disegni dell'autore, pubblicato da Elsa Björkman-Goldschmidt;
- Harriet Löwenhjelms Bönbok, Stoccolma, Norstedt, 1963;
- Dikter, bilder och brev. Svalans lyrikklubb, Stoccolma, Bonnier, 1973, Selezione e introduzione di Olle Holmberg;
- Kärleksdikter. Klassiska kärleksdiktare, Uppsala, Daisy, 1999, selezione di Peter e Maria Björkman;
- Selected poems, Wintringham, Oak Tree Press, 2007, traduzione di Mike McArthur;
- Samlade dikter, Stoccolma, Podium, 2011, con la prefazione e i commenti di Boel Hackman.

### Manoscritti
- I.l.34:2 Manuskriptdagboken, 1907-1917;
- I.l.34:3, 8 sonetter till nobla damer och döda libertiner [Handskrift], 191n.;
- I:l.34:4, [Dikter], 191n;
- I.l.34:5, Konsten att älska och dess följder : hofsamt utlagdt i bild och text. 1913.